# Мороз Олег Васильович
Мороз Олег Васильович (нар. 24 лютого 1963 року в  м. Ізяслав Хмельницької області) - український науковець, доктор економічних наук (1999), професор кафедри менеджменту, маркетингу та економіки Вінницького національного технічного університету (2004), заслужений діяч науки і техніки (2021).

## Життєпис
Мороз Олег Васильович (нар. 24 лютого 1963 року в м. Ізяслав Хмельницької області). У 1985 р. закінчив Уманський сільськогосподарський інститут за спеціальністю "Плодоовочівництво та виноградарство".

## Професійна діяльність
1985-1988 – агроном у колгоспі імені Дзержинського Христинівського р-ну Черкаської області;
1988-1990 – навчання у аспірантурі Інституту землеробства Української академії аграрних науку смт Чабани Києво-Святошининського району Київської області;
1990 – захист кандидатської дисертації;
1993– молодший лабораторії агроекології Інституту землеробства УААН;
1994 – науковий співробітник лабораторії агроекології Інституту землеробства УААН;
1995-1999 – входив до складу науковців УААН – безпосередніх розробників аграрної політики в Україні;
1996 – старший науковий співробітник лабораторії агроекології Інституту землеробства УААН;
1996-1998 – вчений секретар відділення землеробства та агроекології УААН;
1999 – працює у Вінницькому національному технічному університеті;
2000-2001 - декан факультету фундаментальної економічної підготовки ВНТУ;
2002 – заступник директора Інституту менеджменту ВНТУ;
1999 –2010 – завідувач кафедри менеджменту і моделювання в економіці ВНТУ;
2010 – професор кафедри менеджменту та моделювання в економіці Вінницького національного технічного університету ВНТУ;
2010 – очолює навчально-науковий інститут аграрної економіки ВНАУ;
2015 – 2020 – завідувач кафедри менеджменту, маркетингу та економіки ВНТУ;
2020 – професор кафедри менеджменту, маркетингу та економіки ВНТУ.

## Наукові ступені та вчені звання
1996 – атестат старшого наукового співробітника;
1992 — кандидат сільськогосподарських наук;
1999 — доктор економічних наук;
2003 — присвоєно вчене звання доцента;
2004 — отримав вчене звання професора.

## Нагороди
2004 – нагороджено Почесною грамотою Вінницької обласної державної адміністрації та обласної Ради;
2007 – нагороджений Почесною Грамотою Міністерства освіти і науки України;
2009 – нагороджено нагрудним знаком МОН України «Відмінник освіти України»;
2018 – нагороджений Нагрудним знаком МОНУ «За наукові та освітні досягнення»;
2021 – присвоєно почесне звання «Заслужений діяч науки і техніки України».

## Сфера наукових інтересів
- динаміка підприємств на регіональних ринках;
- інтеграційна динаміка підприємств у сучасному аграрному секторі України;
- методологія мікроекономічного аналізу при обґрунтуванні моделі ефективності сучасного підприємства;
- моделювання ефективності соціально-економічного розвитку сільських територій України.

## Наукова, педагогічна та навчально-методична робота
Результатом  наукової та педагогічної діяльності  Мороза Олега Васильовича є понад  250 наукових публікацій, 23 монографії, 5 навчальних посібників, 3 патенти, матеріали конферецій, статті у наукових збірниках та журналах. Олег Василильович здійснює підготовку та наукове керівництво  аспірантами і здобувачами кандидатських (докторів філософії) та докторських дисертацій. Під його керівництвом підготовлено 28 кандидатів і 2 доктори наук. На даний час є членом 2 спеціалізованих Вчених рад із захисту докторських та кандидатських дисертацій із спеціальностей 08.00.03 та 08.00.04.
З ініціативи та під керівництвом Олега Мороза організовано низку унікальних за тематикою наукових конференцій, зокрема перші в Україні міжнародні науково-практичні конференції циклу економічної безпеки (2000-2008), а також "Тіньова економіка в Україні" (2013). У розвиток цього наукового напрямку було сформульовано "теорію неспостережувальної економіки" (спільно з учнем - д-ром екон. наук В. М. Семцовим).

## Монографії
- Економічна ідентифікація параметрів стійкості та ризикованості функціонування господарських систем : монографія / О. В. Мороз, А. О. Свентух ; ВНТУ. – Вінниця : ВНТУ, 2008. – 168 с.
- Економічне оцінювання та управління діяльністю машинобудівного підприємства на основі зростання якості : монографія / О. В. Мороз, Н. П. Карачина, М. В. Бальзан ; ВНТУ. – Вінниця : ВНТУ, 2015. – 196 с.
- Економічні аспекти вирішення екологічних  проблем утилізації твердих побутових відходів : монографія / О. В. Мороз, А. О. Свентух, О. Т. Свентух ; МОН України. – Вінниця : УНІВЕРСУМ-Вінниця, 2003. – 110 с.
- Ефективність праці у моделях розвитку підприємств : монографія / О. В. Мороз, Ю. В. Міронова, Б. Є. Грабовецький. − Вінниця : ВНТУ, 2013. − 192 с. - ISBN 978-966-641-540-3.
- Інституціональні особливості превентивного антикризового управління підприємством : монографія / О. В. Мороз, І. В. Шварц ; МОН України. – Вінниця : УНІВЕРСУМ-Вінниця, 2006. – 137 с.
- Концепція економічної безпеки сучасного підприємства : монографія / О. В. Мороз, Н. П. Карачина, А. А. Шиян ; ВНТУ. – Вінниця : ВНТУ, 2011. – 241 с. - ISBN 978-966-641-418-5.
- Корпоративне управління на підприємствах України : постприватизаційний етап еволюції : монографія / О. В. Мороз, Н. П. Карачина, Т. М. Халімон ; ВНТУ. – Вінниця : УНІВЕРСУМ-Вінниця, 2008. – 180 с. – 100. - ISBN 978-966-641-237-2.
- Методологічні особливості дослідження ринку в умовах недосконалої конкуренції / Л. М. Благодир, Л. С. Філатова // Стан та умови розвитку економіки в Україні: теорія, методологія, практика: монографія / під ред.. д.е.н., професора Непочатенко. — Умань: Видавець «Сочінський М.М.», 2018. – 264 с.
- Моделі та методи використання мотиваційних важелів для підвищення ефективності економічного розвитку України : монографія / О. В. Мороз, Л. О. Нікіфорова, А. А. Шиян ; ВНТУ. – Вінниця : ВНТУ, 2016. – 168 с.
- Оптимальне управління економічними системами в умовах невизначеності та ризику : монографія / О. В. Мороз, А. В. Матвійчук ; МОН України. – Вінниця : УНІВЕРСУМ, 2003. – 177 с.
- Організаційно-економічні фактори управління якістю на підприємствах : монографія / О. В. Мороз, Л. М. Ткачук ; МОН України. – Вінниця : УНІВЕРМУМ-Вінниця, 2005. – 137 с.
- Поведінкові аспекти реалізації соціальних функцій у сучасному українському бізнесі : монографія / О. В. Мороз, Н. П. Карачина, В. М. Семцов, Л. М. Несен, Гребеньок І. В., Кукель Г. С., Федоришина О. Ю., Мандзюк Н. Ф. – Вінниця : ФОП Рогальська І.О., 2014. – 242 с.
- Проблеми та перспективи енергетичного менеджменту підприємств : монографія / О. В. Мороз, Н. П. Карачина, О. С. Штанько, В. М. Семцов. – Вінниця : ФОП Рогальська І. О., 2014. – 153 с. - ISBN 978-966-2585-94-0.
- Розвиток процесів забезпечення інвестування підприємств сільськогосподарського машинобудування  : монографія / О. В. Мороз, Н. П. Карачина, А. В. Вітюк ; ВНТУ. – Вінниця : ВНТУ, 2019. – 184 с.
- Системні фактори ефективності логістичної концепції постачання на підприємствах : монографія / О. В. Мороз, О. В. Музика, Безсмертна О. В. ; ВНТУ. – Вінниця : УНІВЕРСУМ-Вінниця, 2007.
- Соціально-економічні аспекти ефективності корпоративного управління : монографія / О. В. Мороз, Н. П. Карачина ; МОН України. – Вінниця : УНІВЕРСУМ-Вінниця, 2005. – 176 с.
- Соціально-психологічні чинники мотивування працівників приладобудівних підприємств : монографія / О. В. Мороз, Л. О. Нікіфорова, А. А. Шиян ; МОНМС України, ВНТУ. – Вінниця : ВНТУ, 2011. – 252 с.
- Теорія конфліктів в контексті побудови загальної моделі ефективності сучасного підприємства : монографія / О. В. Мороз, О. А. Сметанюк, О. В. Лазарчук ; ВНТУ. – Вінниця : ВНТУ, 2010. – 256 с.
- Теорія сучасного брендингу : монографія / О. В. Мороз, О. В. Пашенко ; МОН України. – Вінниця : УНІВЕРСУМ-Вінниця, 2003. – 104 с.
- Теорія фінансової стійкості підприємства : монографія / МОН України ; за ред. М. С. Заюкової. – Вінниця : УНІВЕРСУМ - Вінниця, 2004. – 155 с.
- Фінансова діагностика у системі антикризового управління на підприємствах : монографія / О. В. Мороз, О. А. Сметанюк. – Вінниця : УНІВЕРСУМ-Вінниця, 2006. – 167 с.  - ISBN 966-641-189-Х.